# Marguerite Du Londel
Marguerite Morel (Jeanne-Pierre-Marie-Marguerite), född i La Rochelle 1737, död 1804 i Sverige, även känd som Madame Du Londel eller Dulondel, var en fransk balettdansare, skådespelare och sångerska. Hon var aktiv i Sverige mellan 1755 och 1771 och räknades som en av de främsta artisterna i Sverige under frihetstiden. Hon är även känd för sitt förhållande med kung Adolf Fredrik 1760–1765.

## Karriär
Marguerite Morel var aktiv inom Sällskapet Du Londel i Köpenhamn tillsammans med sin mor och sina två systrar fram till år 1753, men valde initialt att stanna kvar i Danmark då teatersällskapet engagerades i Sverige samma år. Två år senare engagerades Morel återigen vid Sällskapet Du Londel, nu i Sverige. Hon gjorde sitt premiäruppträdande i Sverige i augusti 1755. Lovisa Ulrika jämförde både de svenska dansarna som den franska truppens dansöser med världsstjärnorna La Barbarina och La Cochois som hon hade sett i Berlin, och tyckte att Morel höll för jämförelsen, vilket hon inte tyckte att de svenska dansöserna hade gjort. Hon bedömde henne som jämförbar med Barbara Campanini, Preussens stora ballerina, och beskrev Morel som överlägsen både Barbara Campanini och Babette Cochois.  
Marguerite Morel avancerade till premiärdansös. Bland hennes uppträdanden som dansös fanns L'Eroe Cines av F. Uttini på Drottningholm 14 maj 1757, ett av de mest påkostade uppträdanden som gjorts av den franska truppen under dess tid i Sverige, där 27 medlemmar av Livgardet uppträdde och som finansierades med 6 000 riksdaler silvermynt. Mellan 1757 och 1769 var hon även engagerad för att lära prinsessan Sofia Albertina franska språket och dans, detta parallellt med att hennes man Louis Dulondel och dennes svåger Pierre Lefebvre anställdes för att lära prinsarna franska och fäktning. Efter 1759 debuterade hon även som skådespelare och sångerska. Som skådespelare agerade hon främst i subrettroller. Som sångerska var hon sopran och uppträdde ofta vid konserter, bland annat de offentliga konserterna vid Riddarhuset. Bland hennes roller som sångerska fanns Les Chinois av Hauteroche. 
Sällskapet Du Londel uppträdde två gånger i veckan i Stora Bollhuset i Stockholm och på de kungliga slottens teatrar när helst de blev ombedda. Fristående baletter tillkom och blev från 1767 annonserade i Dagligt Allehanda, där Louis Gallodier och Marguerite Du Londel var de populäraste stjärnorna och annonserades som affischnamn för de offentliga föreställningarna på Bollhuset. Hon uppträdde som dansare, skådespelare och sångerska, vilket inte var ovanligt, och medverkade i många av de 65 sångspel och de 32 baletter som gavs mellan 1753 och 1771. Antalet baletter blev fler med åren och var antagligen mer uppskattade än teaterföreställningarna och operarona av den publik i Stockholm som inte förstod franska. Hon ansågs vara lika framstående i sång och skådespel som inom dans, och betraktades som en av truppens främsta medlemmar. Hon och Marie Baptiste ansågs vara truppens främsta kvinnliga sångtalanger, medan Déricourt, aktören och lektören Taphinon Desroches (d. 1796) och aktören Barthelémy d'Armancourt (1728–e.1776) ansågs vara de främsta manliga.

## Privatliv
Marguerite Morel blev efter sitt giftermål med Louis Du Londel 1759 känd som "Madame Du Londel". 
Morel var 1757–1759 lärare i franska för Sofia Albertina.  Hon hade cirka 1760–1765 ett sexuellt förhållande med kung Adolf Fredrik. Förhållandet var allmänt känt men inte officiellt erkänt, och hon var alltså aldrig mätress.   
Förhållandet omnämns av Claes Julius Ekeblad år 1760. Hon blev under denna tid ofta inbjuden till adliga hem, där man enligt Ekeblad skrattade bakom ryggen åt henne. Hennes make ska ha uppträtt utan avundsjuka. Paret levde på skilda adresser fram till 1770, hon på slottet och han med sin mor. Förhållandet med Adolf Fredrik förorsakade en del pinsamma incidenter med Lovisa Ulrika. Adolf Fredrik hade före sitt äktenskap haft ett förhållande med Marie Jeanne Dulondel (Marguerites svärmor), men detta var första gången Adolf Fredrik hade haft ett utomäktenskapligt förhållande sedan han gifte sig. När sångspelet Le Pientre amoreaux de son modéle av L. Anselme uppfördes på teatern i Stora Bollhuset i kungafamiljens närvaro, fick hon sångrepliken: "När jag var ung, var jag en munsbit värdig en konung". Denna replik orsakade ett allmänt skratt i teatern, där publiken var medveten om hennes förhållande med kungen, något som enligt uppgift ska ha fått Lovisa Ulrika att känna sig offentligt utskämd. 
Morel fick 1760 eller 1761 en son med Adolf Fredrik som kallades Frederici eller Fredriksson. Förhållandet avslutades då Adolf Fredrik inledde ett nytt med Ulrica Elisabeth von Liewen omkring 1765. Efter Adolf Fredriks död 1771 meddelade Lovisa Ulrika Gustav III om att de hade lovat Adolf Fredrik att ta hand som hans son med Morel, vilket de också gjorde. Gustav III motiverade då också att Frederici var hans halvbror. Frederici avled dock senare samma år: han anges då ha varit i tioårsåldern.

## Senare liv
Då den franska truppen avskedades 1771, var paret Du Londel de enda som fick behålla sin lön som pension, på grund av ett löfte som Gustav III hade gett sin far. Den 9 juni 1771 annonserade Louis Du Londel i Allehanda att han och hans fru ska resa till Paris om 14 dagar och att alla som har fordringar ska höra av sig i deras bostad, "Grosshandlar Grewesmühls Hus på Stor-Torget". Paret lämnade Sverige 21 juni 1771, trots att de hade lovats en dubbelt så stor pension om de fortsatte vara bosatta i Sverige, möjligen för att Gustav III gärna ville ha deras tjänster som teaterlärare. År 1778 bosatte de sig i Metz. År 1780 hade en del av de kvarvarande artisterna från den franska truppen samlats till en hovteater, och Gustav III anmärkte att denna skulle ha varit en fullvärdig teater om det inte hade varit för att paret Du Londel då befann sig i Paris. 
År 1792 återvände paret Du Londel till Sverige på grund av franska revolutionen. Eftersom Louis Du Londel var rojalist med adlig påbrå på moderns sida kände sig paret otrygga i Frankrike. Då maken året därpå avled blev Marguerite Du Londel fråntagen sin egen pension av den svenska regeringen. Hon levde på bidrag från vänner, särskilt sin guddotter, Marie Louise Baptiste, som dock lämnade landet 1795. När hennes dotter Marie Louise gifte sig med Louis Gallodier flyttade hon till sin nya svärson och försörjdes sedan av honom livet ut.